# Національний університет Колумбії

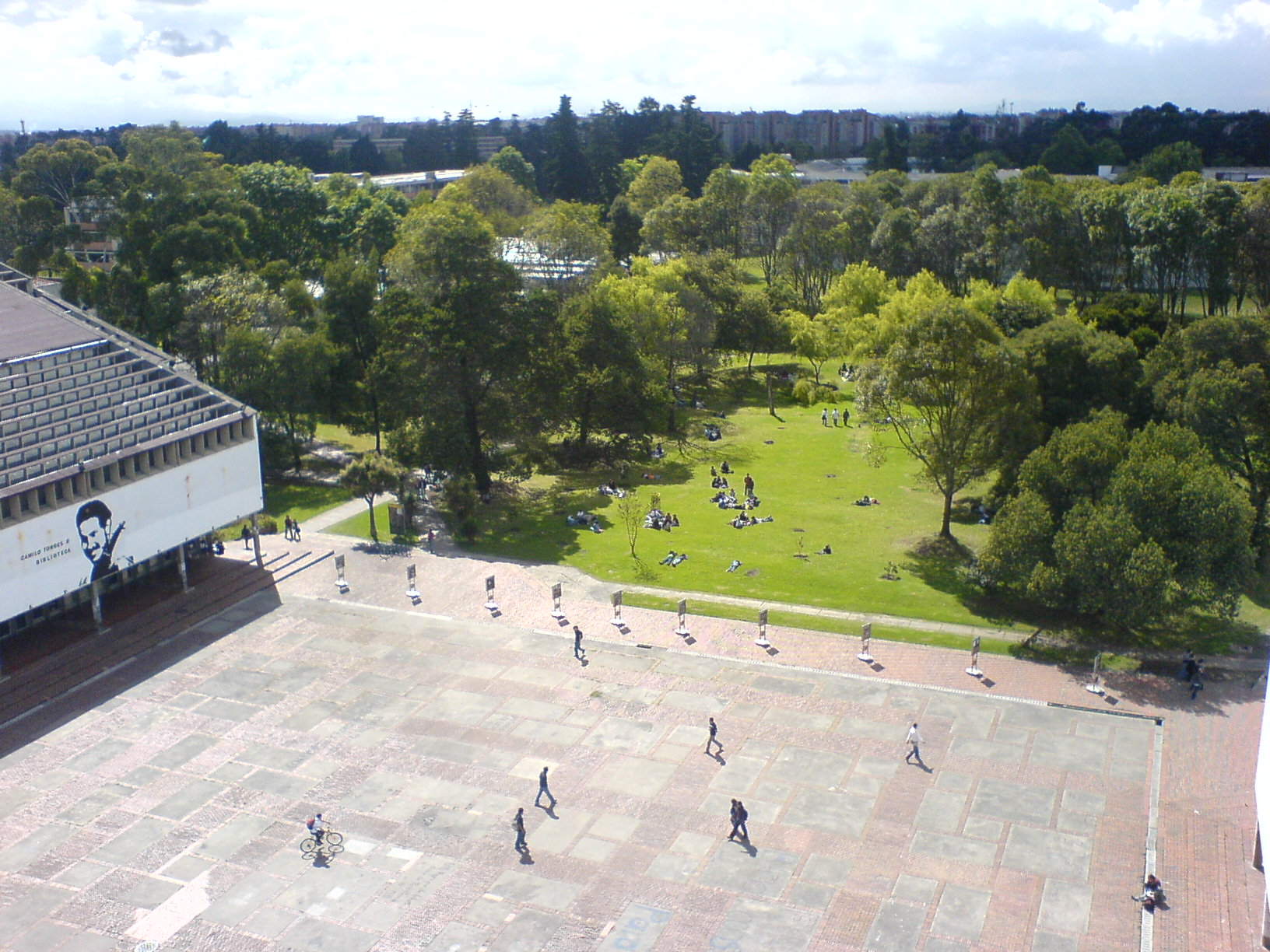
Центральна площа, Колумбійський Національний університет, Богота

Колумбійський Національний університет (ісп. Universidad Nacional de Colombia), також UNAL або UN — провідний університет Колумбії.
Заснований 22 вересня 1867 року як «Національний Університет Сполучених Штатів Колумбії», UNAL — публічний університет, що складається з великої кількості корпусів, розташованих по всій колумбійській території. Головний кампус (корпус) — Богота, там навчаються 50 % студентів UNAL. Загалом в університеті навчається близько 40 000 студентів (2004).
Університет надає освіту з медицини, стоматології, хімії, фармацевтичної хімії, математики, фізики, суспільних наук, мистецтва, філософії, і юриспруденції. Університет — головна освітня установа Колумбії.
Університет також відомий своїми студентами лівої політичної орієнтації.[джерело?] Є великий живопис Че Гевари на фасаді головної аудиторії Університету (яка названа ім'ям найбільшого національного поета Леона де Ґрейфа). Площа перед аудиторією відома як Площа Че (Площа Ché), але її офіційна назва — Площа Франсиско де Паули Сантандера.
Університетське Містечко відоміше як Біле Місто. Головний Корпус Національного Університету Колумбії розміщеного в географічному центрі міста Богота, на північний — захід від історичного центру.

## Факультети Боготи
- Факультет агрономії
- Факультет мистецтв
- Факультет наук
- Факультет економічних наук
- Факультет гуманітарних наук
- Факультет права, політичних та суспільних наук
- Факультет інженерної справи
- Факультет медицини
- Факультет ветеринарної медицини та зоотехніки
- Факультет одонтології

## Факультети Медельїна
- Факультет гуманітарних і економічних наук
- Факультет сільськогосподарських наук
- Факультет архітектури
- Факультет наук
- Факультет шахт

## Інші факультети

### Манізалес
- Факультет інженерної справи та архітектури
- Факультет точних наук
- Факультет науки та управління

### Пальміра
- Факультет сільськогосподарських наук
- Факультет інженерної справи та управління